# Kraftwerk Wienerbruck
Das Kraftwerk Wienerbruck ist ein in Annaberg im südlichen Niederösterreich gelegenes Speicherkraftwerk der EVN. Es ging 1910 insbesondere zur Speisung der Mariazellerbahn in Betrieb und ist das älteste Kraftwerk in Niederösterreich.
Das Kraftwerk wird vom Wasser des Lassingbachs und der Erlauf gespeist und ist nach wie vor in Betrieb. Die Engpassleistung beträgt 7,8 MW. Das Kraftwerk erzeugt überwiegend 50 Hz Drehstrom für das öffentliche Netz, zwei alte Maschinensätze standen als Reserve zur Erzeugung von Bahnstrom mit der für die Mariazellerbahn eigenen Frequenz von 25 Hz zur Verfügung (Die Mariazellerbahn wird seit 2014 aus dem Umformerwerk Klangen versorgt). Eine Originalmaschine ist nach wie vor betriebsfähig. Der von ihr erzeugte Strom wird heute im Kraftwerk Erlaufboden auf 50 Hz umgeformt und ins Landesnetz eingespeist.

## Geschichte

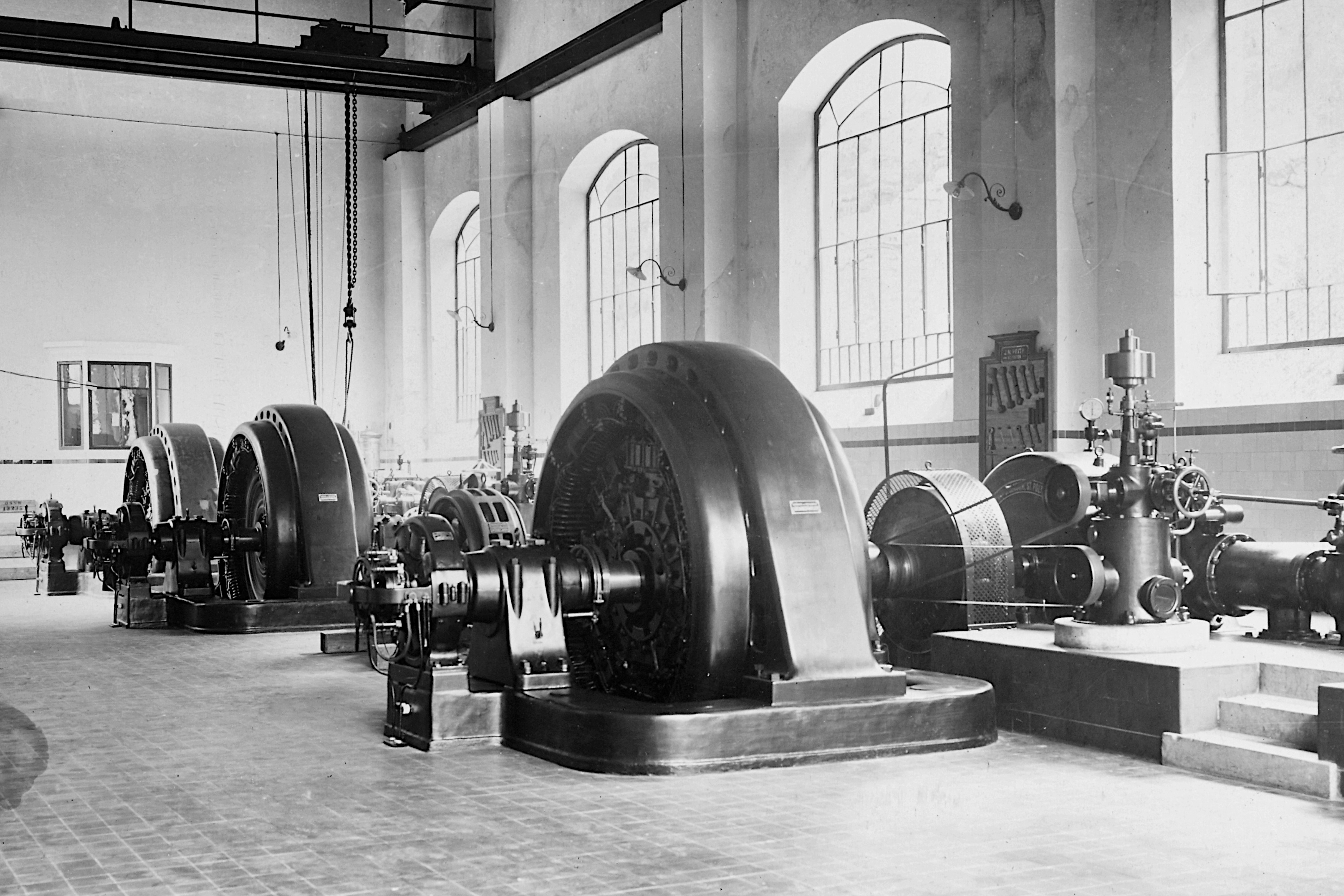
Die Maschinenhalle kurz nach Betriebsaufnahme um 1911

Als Grundlage für den Bau des Kraftwerks wurde im Jahr 1908 ein Vertrag über die Versorgung der Mariazellerbahn abgeschlossen. Planer und Bauleiter des Kraftwerks war Eduard Engelmann junior, auf dessen Initiative die gesamte Elektrifizierung der Mariazellerbahn in Angriff genommen wurde. Ursprünglich war das Kraftwerk mit vier 25 Hz Drehstromgeneratoren mit einer Gesamtleistung von 6,6 MW ausgestattet. Damit war es bei der Eröffnung im Jahr 1911 das größte Speicherkraftwerk Österreich-Ungarns. In der Region erfolgte ursprünglich die öffentliche Versorgung mit 25 Hz Drehstrom, für die einphasige Versorgung der Mariazellerbahn konnten maximal 4,5 MW erzeugt werden. 1924 wurde zur Unterstützung das Kraftwerk Erlaufboden in Betrieb genommen. Das Kraftwerk Wienerbruck wurde 1972/76 teilweise erneuert. Im Jahr 2008 wurden, wie im benachbarten Kraftwerk Erlaufboden, die elektrotechnischen Einrichtungen sowie die Leitstände und Steuerungen revitalisiert und erneuert.
Seit der Niederösterreichischen Landesausstellung 2015 ist während der Wandersaison die Galerie in der Maschinenhalle für Besucher zugänglich. Eine historische Marmor-Schalttafel wurde als Museumsstück dort wieder aufgestellt.

## Maschinensätze
Das Kraftwerk Wienerbruck verfügt über vier Maschinensätze:
- Maschinensatz 1 wurde 1974 errichtet und wird mit Wasser vom Stausee Wienerbruck über eine Pelton-Turbine angetrieben. Die Leistung des 50 Hz-Generators beträgt 2,1 MW.
- Maschinensatz 2 stammt noch aus dem Jahr 1908/10 und wird ebenfalls mit Wasser vom Stausee Wienerbruck über eine Pelton-Turbine angetrieben, der 25 Hz-Generator leistet 1 MW.
- Maschinensatz 3 wurde mit Wasser vom Erlaufstausee angetrieben und gleicht dem Maschinensatz 2 (stillgelegt).
- Der Maschinensatz 4 aus dem Jahr 1972 wird mit Wasser aus dem Erlaufstausee über eine Francis-Turbine angetrieben. Die Nennleistung des 50 Hz-Generators beträgt 4,8 MW.

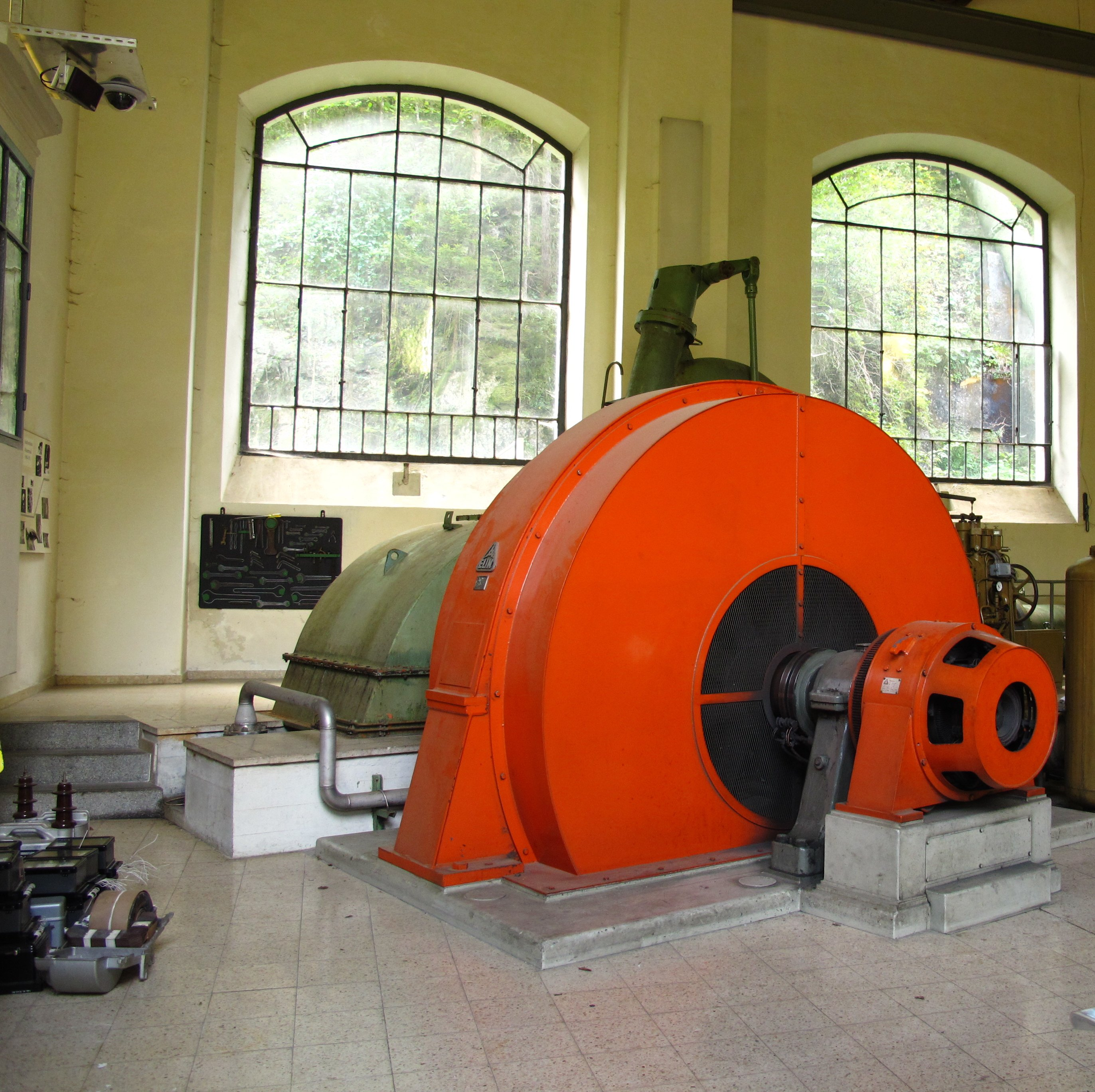
Maschinensatz 1 mit Generator (rot), dahinter zwischen den Fenstern aufragend eine Regeldüse einer der Pelton-Turbinen
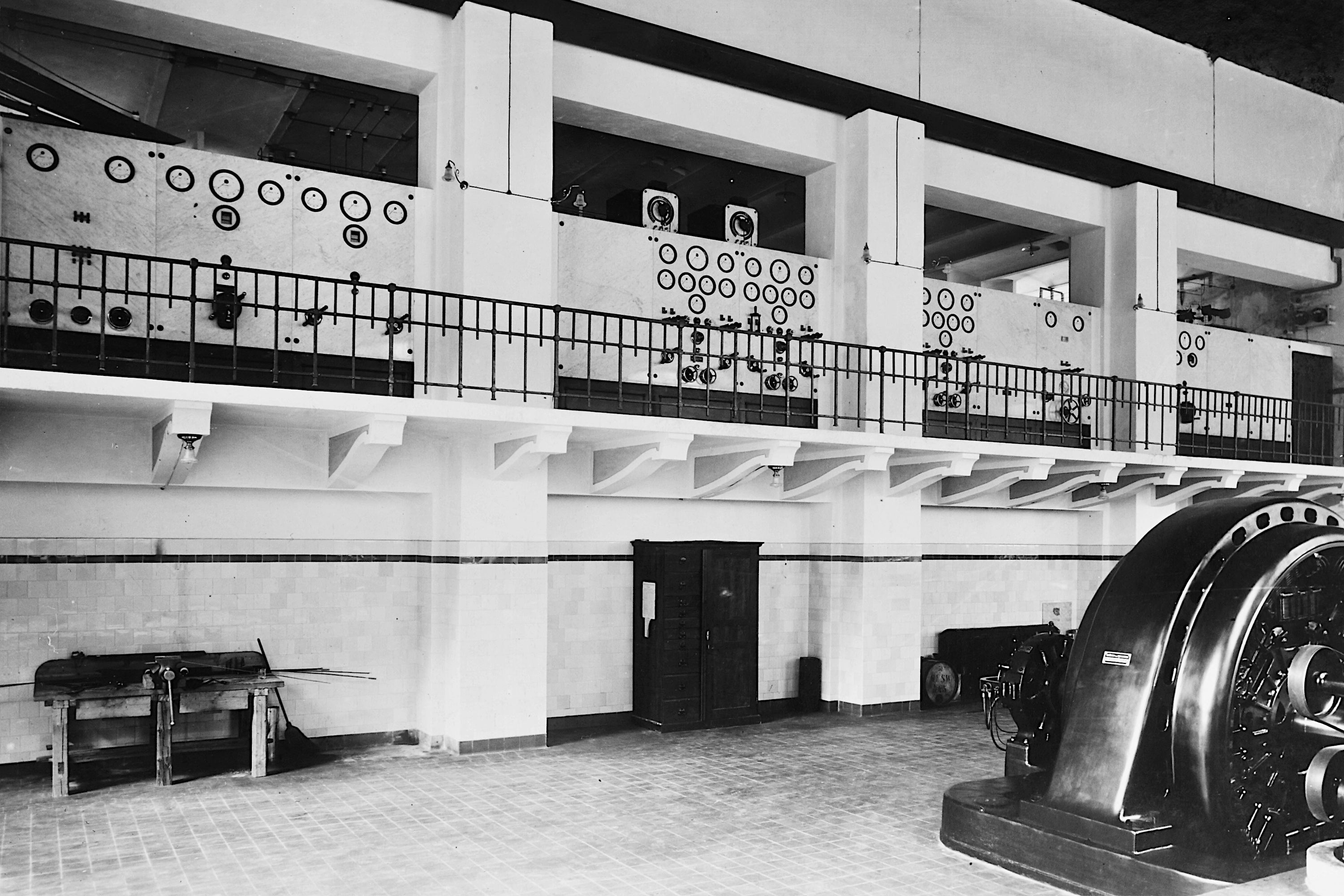
Die Galerie mit den marmornen Schalttafeln, ein erhalten gebliebenes Exemplar wurde als Schaustück wieder aufgestellt
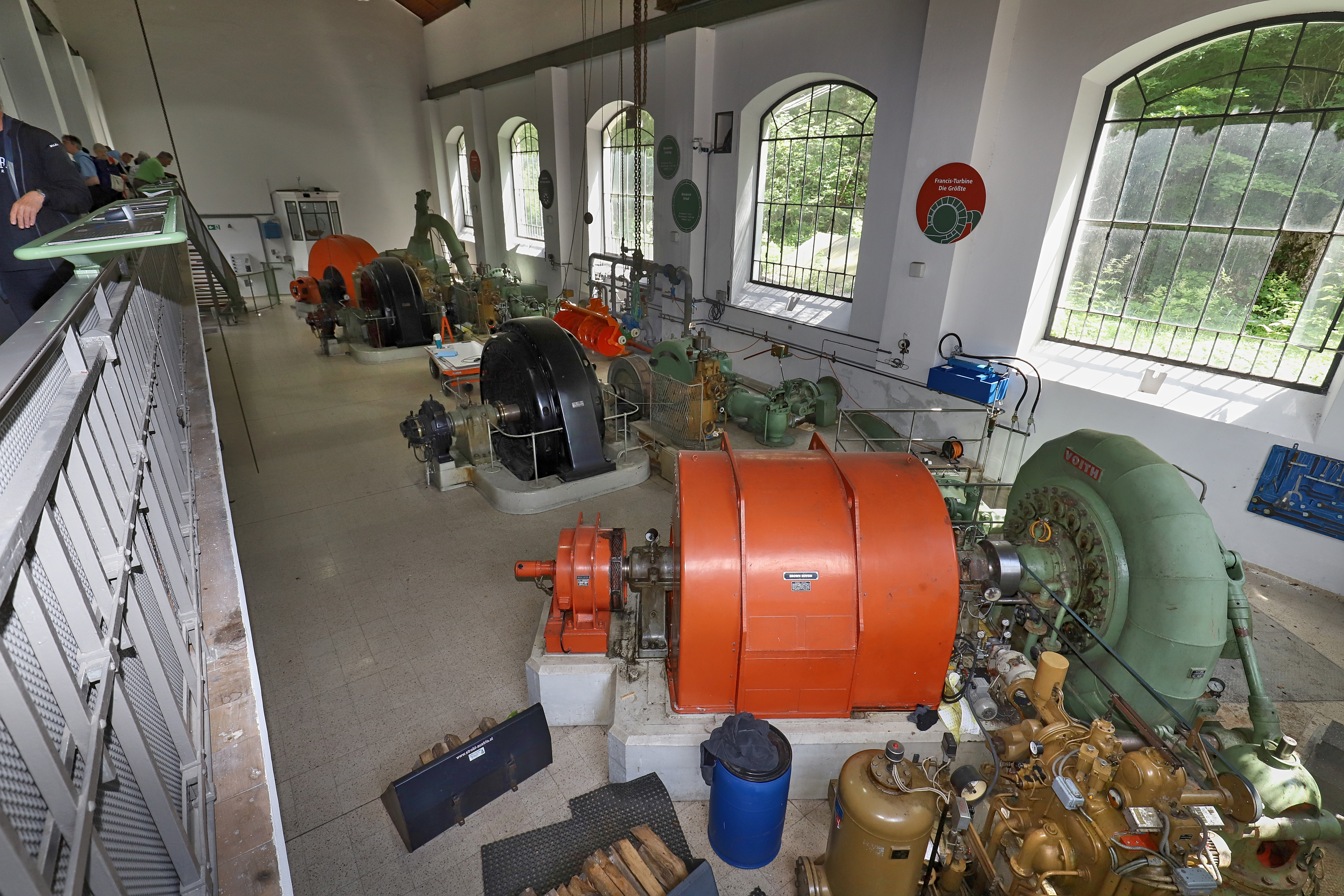
Blick von der Galerie in die Maschinenhalle, vorne der Generator 4 mit Francis-Turbine
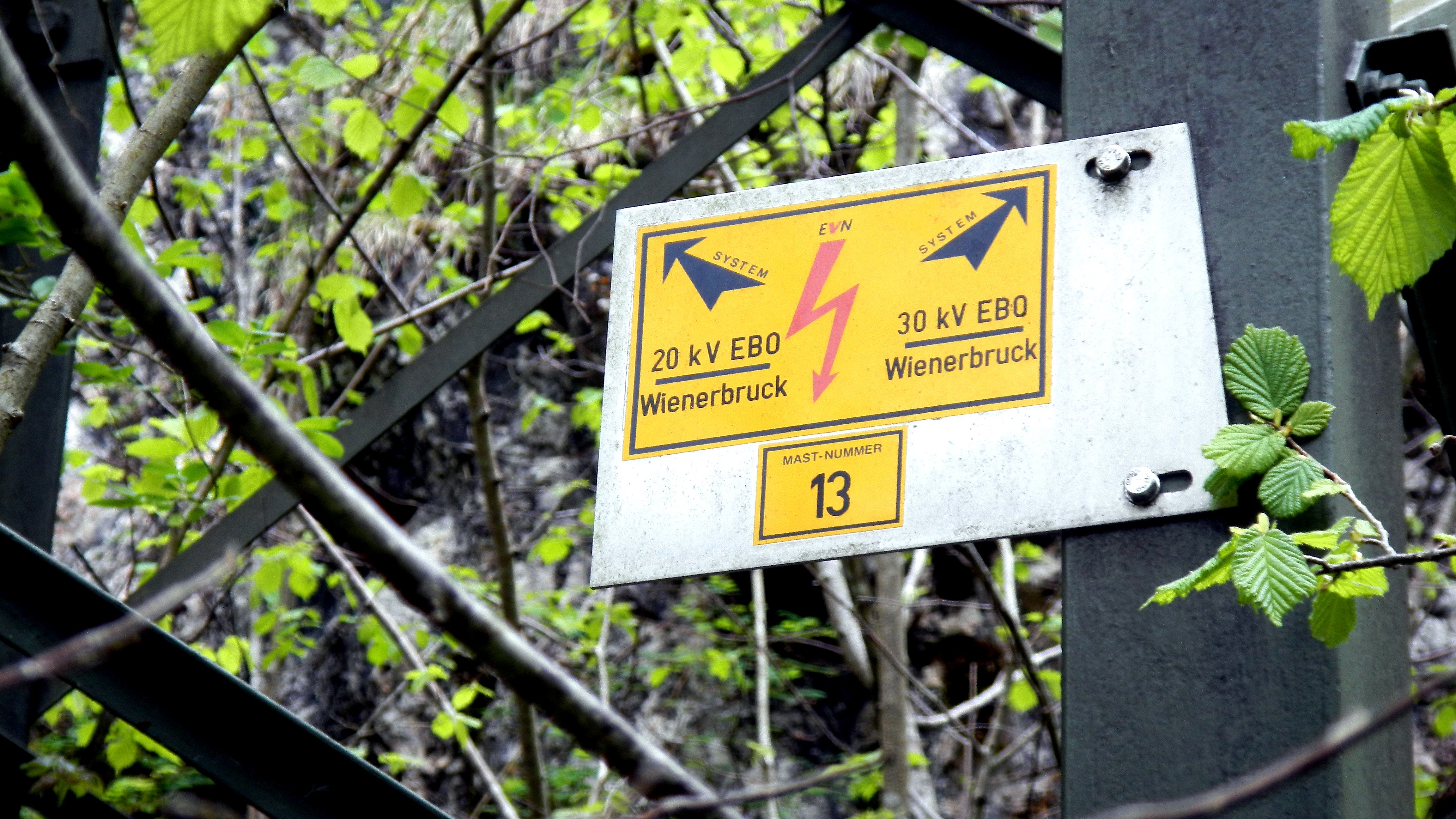
Hochspannungsleitung mit zwei Systemen in den Hinteren Tormäuern zwischen den Kraftwerken Wienerbruck und Erlaufboden
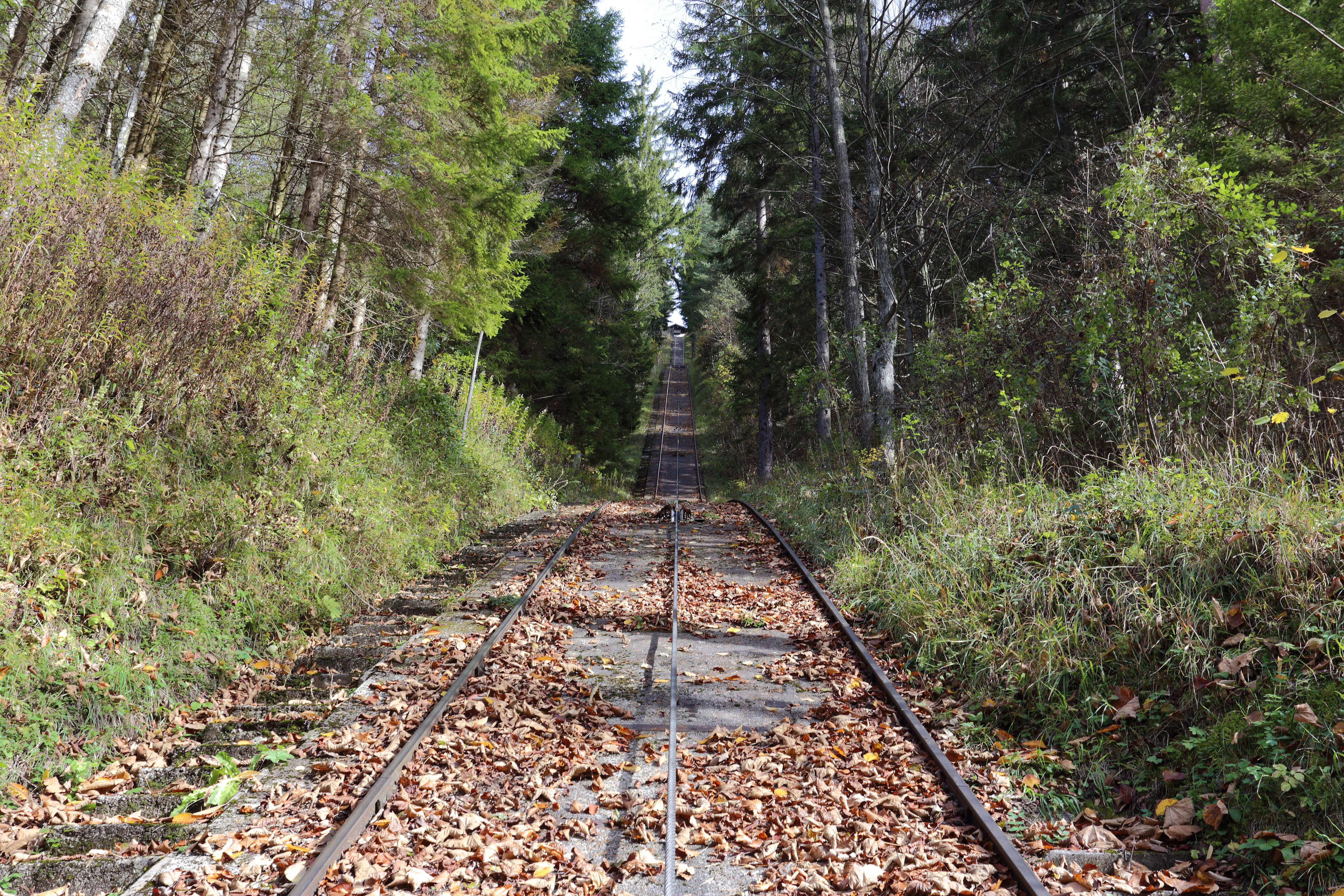
Die rund 150 Höhenmeter überwindende Material-Standseilbahn des Kraftwerkes

Der erzeugte Strom wird über eine 20- bzw. 30-kV-Leitung (zwei Systeme in der Leitung) zu der Freiluftschaltanlage im Kraftwerk Erlaufboden geführt.